# العلاقات الإسرائيلية الكينية
العلاقات الإسرائيلية الكينية هي العلاقات الخارجية بين إسرائيل وكينيا. تأسست العلاقات الثنائية بين البلدين في ديسمبر 1963. لإسرائيل سفارة في نيروبي، ولكينيا سفارة في تل أبيب.

## التعاون العسكري
في 2010، بدأت كينيا في شراء الأسلحة الإسرائيلية، مثل أنظمة مكافحة التمرد والعربات المدفعية غير المأهولة التي تستخدم لمراقبة الحدود.
وفي نوفمبر 2011، عرضت إسرائيل مساعدة كينيا في تأمين حدودها من هجمات تنظيم الشباب الإسلامي الصومالي، وذلك أثناء زيارة رئيس الوزراء الكيني رايلا اودينگا لإسرائيل.

### حادث القتل الجماعي في مركز تسوق وستگيت
في 21 سبتمبر 2013، هجم عشرة أشخاص مسلحون على مركز تسوق ويستجيت الواقع في العاصمة الكينية نيروبي، وقُتل جراء الهجوم 68 شخصا على الأقل، حسب تقرير الصليب الأحمر الكيني، وجُرح أكثر من 200 شخصا آخرين نتيجة إطلاق النار العشوائي. ويعتقد أن تنظيم الشباب الصومالي هو المسؤول عن الحادث، بعدها نشرت العديد من وسائل الإعلام تحذيرات يشتبه بأنها صادرة من جماعة مقرها الصومال في أعقاب عملية ليندا نشي في 2011-2012. وبالمثل، وجه حساب على تويتر اللوم لكينيا لمشاركتها في العملية.
فور وقوع الحادث انتقلت وحدة من الكوماندوز الإسرائيليين إلى نيروبي للمساعدة في التعامل مع الجناة. وكان إرسال الوحدة تنفيذاً لمعاهدة أمنية سرية بين إسرائيل وكنيا.